# 新启蒙

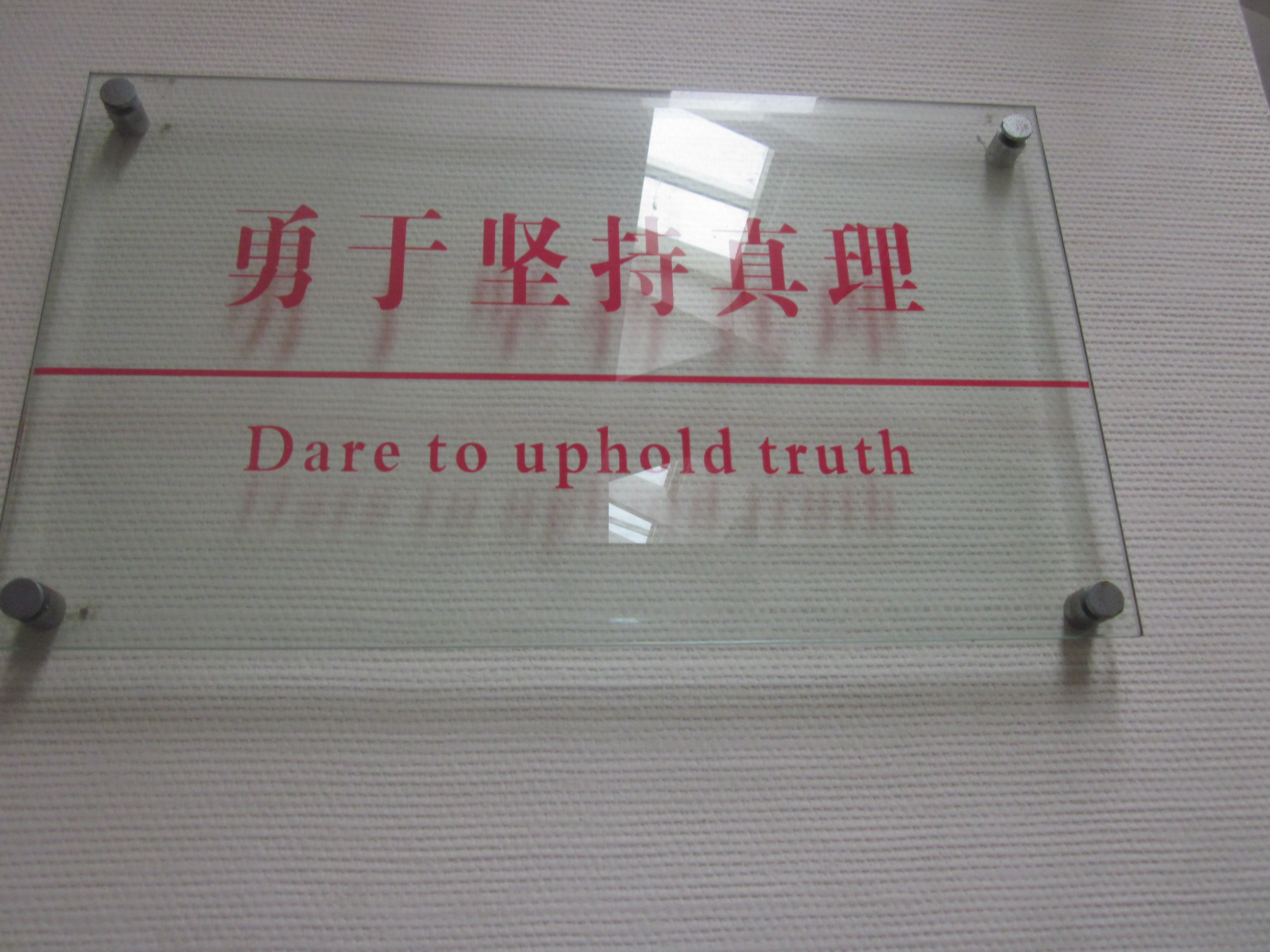
1980年代中共领导人胡耀邦故居内的标语

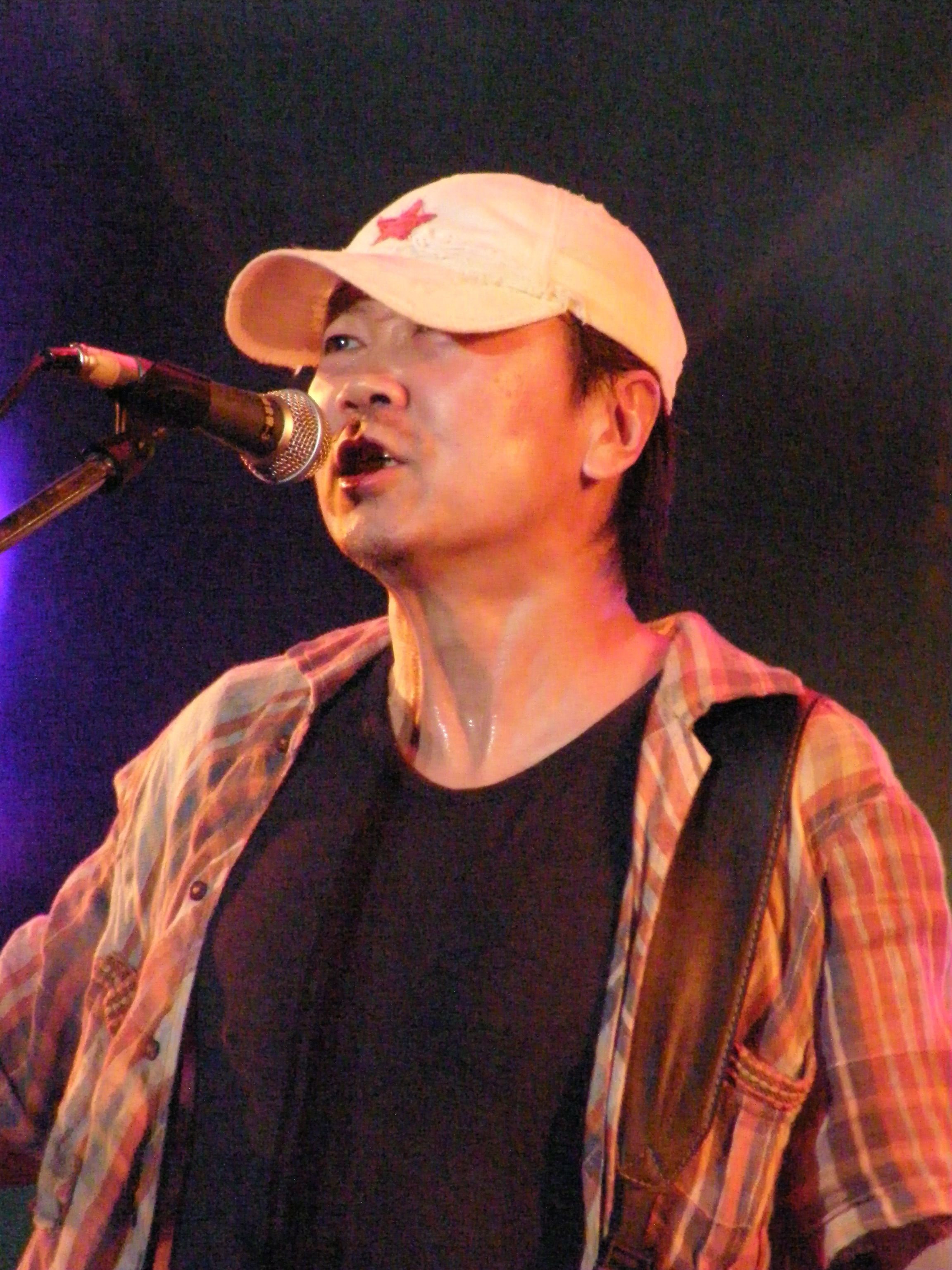
以崔健为代表人物的中国摇滚乐成为80年代“启蒙”最直接的形式之一。崔健于1986年推出的中国摇滚乐开山之作《一无所有》在八九民运期间被广为传唱，成为当时抗议学生的非正式用歌，也成为了一个时代标志。

新启蒙，也被称为新启蒙运动、新启蒙主义，一般指1980年代席卷中华人民共和国思想界和民间社会的一场风潮，起始于1970年代末拨乱反正时期的真理标准大讨论，被广泛誉为是继“五四运动”之后的一次新的思想启蒙运动。1988年，《新启蒙》杂志在上海创刊。新启蒙思潮代表人物包括王元化、方励之、李泽厚等。
在改革开放的大背景下，1980年代的新启蒙思潮包括重拾五四精神“民主”与“科学”，反文革、反封建、反传统（文化热），提倡人道主义和普世价值，包括自由、人权和法治等。大陆文坛还诞生了伤痕文学、反思文学、朦胧诗派等相关文学和诗歌流派。而各类报刊丛书、艺术美学、中国摇滚乐、华语流行音乐、大陆影视行业的兴起和发展，在不同程度上起到了启蒙作用。因此，中国大陆的1980年代也被称为“新启蒙时代”。
1989年“六四事件”的爆发导致了新启蒙运动的中断，直至1992年邓小平南巡。但此后中国大陆思想界陷入了分歧和争论，新启蒙思潮并未完全延续，而是逐渐形成了“自由派”和“新左派”两大阵营。与此同时，社会结构开始发生重大变化，知识分子的生存处境和社会尊严开始受到世俗化市场的挑战，被迅速边缘化的同时，拥有话语权和思想能力的“商业精英”、“知识精英”等新兴群体快速崛起。

## 名词释义

### 二十世纪初

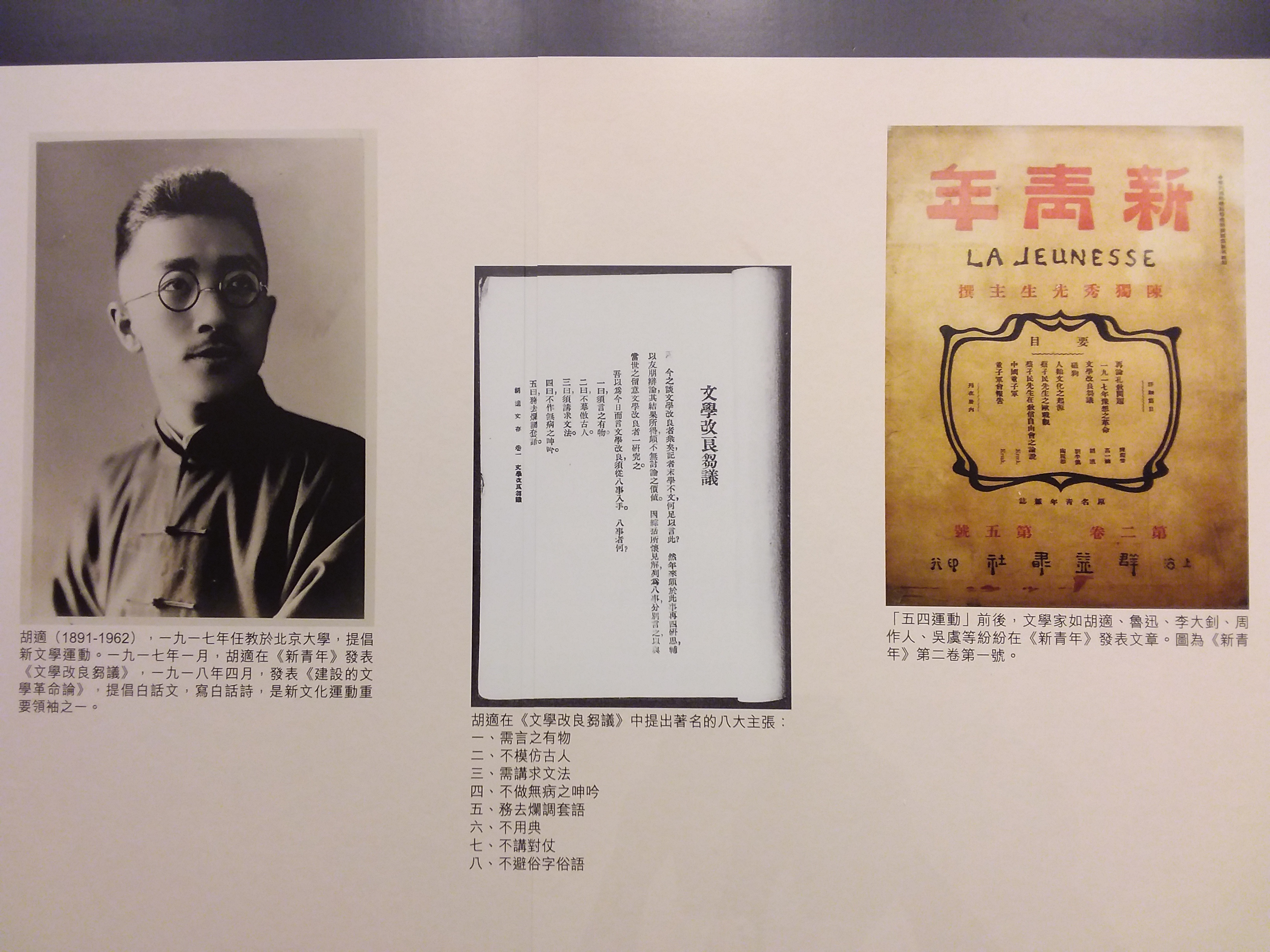
五四运动和新文化运动，通常被认为是近代中国规模最大、最重要的一次启蒙运动。

在中国近代史上，中华民国时期的五四运动（1919年）和新文化运动（1915年起）通常被认为是中国的启蒙运动，唯独胡适坚持称之为中国的文艺复兴。新文化运动、五四运动的主要宣扬内容包括“民主”（德先生）与“科学”（赛先生）等，反对旧礼教，影响了之后的整个中国社会。
1930年代，特别是中国全面抗日战争前夕的1936-1937年间，中国共产党试图发起一场新的“启蒙运动”，当时又称“新理性运动”、“新五四运动”等，号召要“继承五四，超越五四”，但该运动很快结束。一般认为，陈伯达于1936年9月在《读书生活》第4卷第9期上发表的《哲学的国防动员——新哲学者的自己批判和关于新启蒙运动的建议》是这次运动的起点。

### 改革开放后
中华人民共和国时期，1976年文化大革命结束后，中国大陆学者王元化等人于改革开放时期提出了“新启蒙”的称法，要求重新发扬“五四”启蒙的精神内核，即民主与科学，获得广泛认同。“启蒙”的称法被再次提出后，为与五四运动相区别，也常被称为“新启蒙”、“新启蒙运动”、“新启蒙主义”。也有人称其为“第二次启蒙运动”，或“第二次新文化运动”。
还有学者认为，“启蒙”是中国大陆整个80年代的基本属性，包括了“反文革”、“反封建”、“反传统”，还包括了自由民主的思潮以及民间社会的文化热等现象，故整个80年代都因属于“新启蒙时代”。

## 历史沿革

### 运动起源
文化大革命（1966-1976年）结束后，邓小平、胡耀邦等人主导进行了拨乱反正、改革开放，其中1978年中国大陆开展的“真理标准大讨论”促成了全社会的一场思想解放运动，成为新的思想启蒙运动的起点。中国大陆的这场改革和思想解放，是从体制内部发动的，获得了当时一些相对开明的高层人物的支持。1978年，以邓、胡等人为代表的“求是派”与以华国锋、汪东兴等人为代表的“凡是派”激烈交锋，前者支持“实践是检验真理的唯一标准”，而后者坚持对毛泽东奉行“两个凡是”原则，最终邓小平在1978年12月召开的中共十一届三中全会上取代华国锋，成为中国大陆最高领导人。其中，邓小平在12月13日举行的中共中央工作会议闭幕会上发表了题为《解放思想，实事求是，团结一致向前看》的讲话，成为中华人民共和国历史上思想解放的重要标志。
同时期，北京民间自发出现了“西单民主墙”运动，并衍生出“北京之春”民主运动，邓小平由最初的支持，很快便转为打压。民主墙运动期间， 1978年10月11日，来自贵州的“启蒙社”发起人、诗人黄翔及其朋友在北京王府井大街张贴了第一张启蒙性大字报《火神交响诗》，并散发了他们的油印《启蒙》杂志。1978年12月5日，异议人士魏京生提出将“民主”列为第五个现代化，并于次年3月25日在西单民主墙上张贴大字报《要民主还是要新的独裁》，但不久即被当局拘捕、民主墙也遭取缔。1979年3月30日，邓小平在理论工作务虚会上提出了“四项基本原则”，要求必须坚持社会主义、中国共产党的领导、马克思主义、毛泽东思想，成为当时思想解放和言论自由的红线。有学者认为，1980年代官方“自上而下”的思想解放运动与民间“自下而上”的新启蒙运动，虽然有很多的纠缠和关联，且都是思想解放，但还是应该把它们当作两个运动看待；前者的目标是清算文革，为经济改革提供一个比现行体制较少教条主义的意识形态基础，而后者从一开始便掌握在民间知识分子手里，重点是在对人性思辨的基础上建立一套关于新的人的论述，启蒙思想、开启民智。

### 思想启蒙

#### 报刊杂志

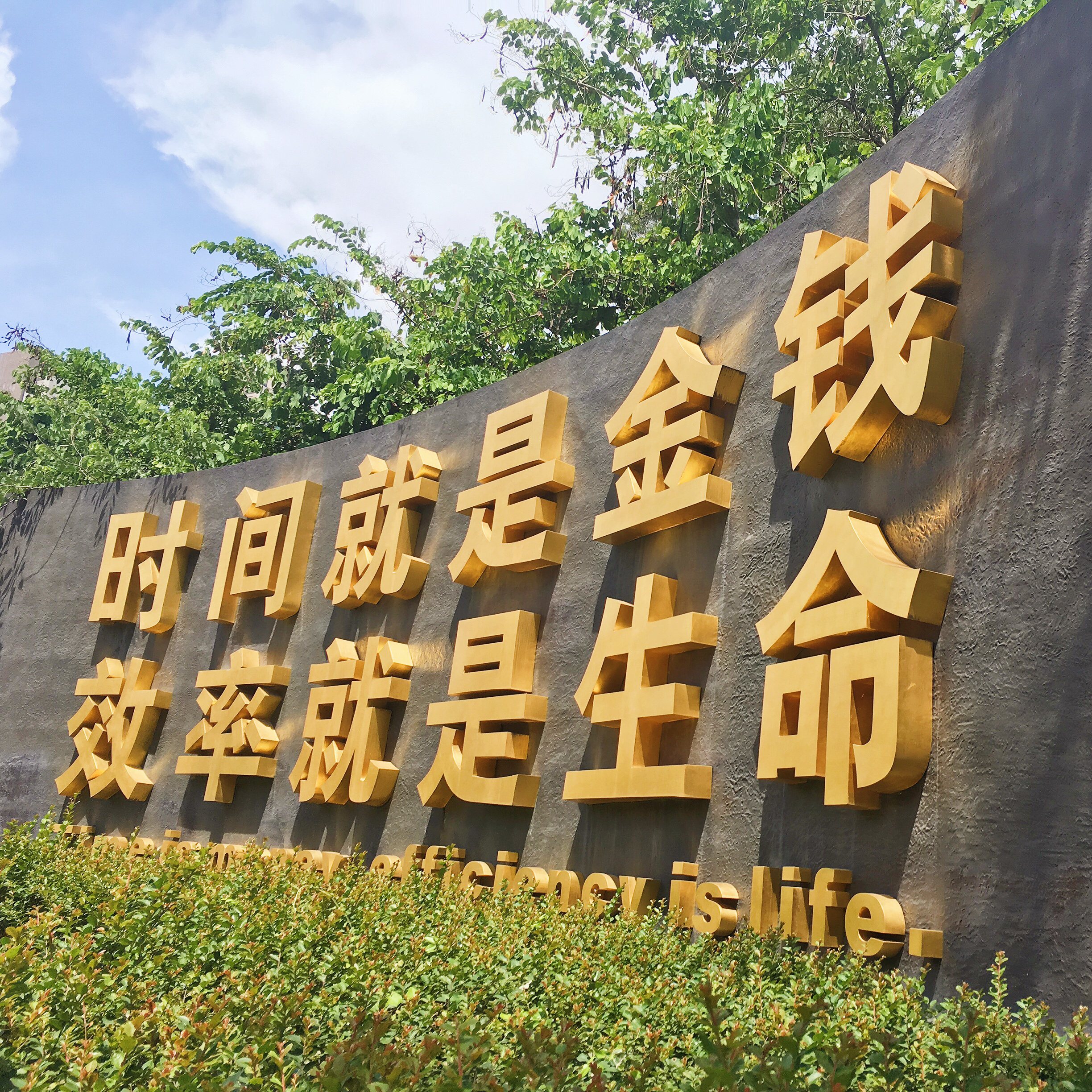
1980年代初深圳经济特区出现的标语“时间就是金钱，效率就是生命”，被誉为是改革开放中“冲破思想禁锢的第一声春雷”。口号提出者袁庚，后来被人称为是“中国改革的启蒙大师”。1984年初，该口号获得了邓小平的肯定，而“时间”、“金钱”和“效率”也成为了当时人们感知市场经济的启蒙词汇。

“新启蒙”一词的提出，与上海市的学者型官员王元化有关，而王本人是1930年代中国共产党领导的新理性运动的参与者，他倡导重新发扬五四运动的启蒙精神，即民主（德先生）与科学（赛先生）。王元化并不主张“五四”的激进主义，而是强调理性精神，但他始终坚持将“五四”的激进主义与“文革”的极左路线严格区别开来，前者是一些先进文化人士为反对权势者所采取的偏激姿态，后者则是自上而下地对异议人士乃至无辜民众的专制打压，在性能上不可同日而语。张汝伦认为，王元化在文革后对人道主义的阐扬和新启蒙的提倡体现了他的五四血统。许纪霖认为，青年王元化投身革命有他所理解的五四精神之推动。
1988年10月，由王元化等人主导的《新启蒙（New Enlightenment）》杂志在上海创刊，第一期有两篇重要论文：童大林的《中国改革开放与思想解放运动》、王元化的《为五四精神一辩》。截止1989年4月，《新启蒙》共出了四期，王元化主编，由湖南教育出版社出版发行，分别为：
1. 《新启蒙：时代与选择》（1988年10月），第一期作者包括童大林、王元化、刘晓波、许纪霖等[80]。
2. 《新启蒙：危机与改革》（1988年12月），第二期作者包括王若水、金观涛、李洪林、顾准等[81]。
3. 《新启蒙：论异化概念》（1989年02月），第三期作者包括于浩成、韦政通、包遵信、高尔泰等[82]。
4. 《新启蒙：庐山会议教训》（1989年04月），第四期作者包括李锐、邵燕祥、高尔泰等[18]。

其中刊登了夏衍、邵燕祥、金观涛、高尔泰等八人的有关文章对“新启蒙”进行了阐述。夏衍认为，“新启蒙”要重提科学和民主，迎接时代的挑战，不能错过了目前这个千载难逢的机会；邵燕祥认为：“思想文化的启蒙，意味着对原有结论的审视扬弃，过时的传统观念的更新，旧的思维模式的超越；重新认识历史和观念，中国和世界、封建主义、资本主义和社会主义、马克思主义、列宁主义以及毛泽东思想。” 陈平原则认为，以王元化为首围绕《新启蒙》杂志的一批思想家，讨论更多的是马克思主义向人性的复归。

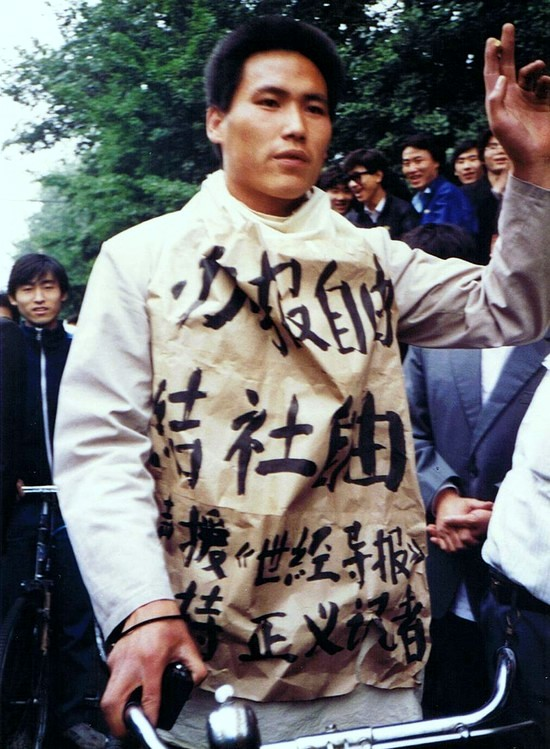
八九学运期间，1989年5月10日浦志强等人在北京游行，声援被江澤民等时任上海官员强制查封的《世界经济导报》，要求“办报自由、结社自由”。

而早在1979年4月，《读书》杂志创刊号刊登了李洪林的文章《读书无禁区》，产生了轰动效应，也有学者认为“新启蒙”始于1979年的《读书》杂志。1980年6月，《世界经济导报》在上海创刊，由时任上海社会科学院世界经济研究所副所长的钦本立主编，在思想解放过程中发挥了巨大作用，成为80年代倡导言论自由、新闻自由的先锋。《导报》连同1984年由湖北省社会科学院青年学者创办的《青年论坛》合称为“一报一刊”，还有何家栋等人于1982年在北京创办的《经济学周报》等，均是80年代讨论“自由”、“民主”等启蒙思想的重要论坛。
除此以外，时任中国科学院研究员金观涛主编的《走向未来丛书》于1984年起开始出版发行，受到追捧，编委包括后来的中国国家副主席、中纪委书记王岐山，而丛书顾问包括“三钱”之一的钱三强以及包遵信、陈一谘、丁学良等知名学者和官员。这部丛书是当时中国社会影响力最大的一套丛书，宗旨是“有助于思想启蒙、推动国人接受普世价值、走向全方位的现代化”，成为80年代“丛书热”的代表，启蒙了一代人。1986年创刊的《文化：中国与世界》则是另一套颇具影响力的丛书，由甘阳担任主编，提出了“重新认识中国，重新认识西方，重新认识古典，重新认识现代”的新的问题意识和努力方向。

#### 社会活动
1980年代，中国大陆社会中逐渐出现了以“反传统”为主要内容的“80年代文化热”，对比中西方文明和文化，其中著名的代表作品如电视纪录片《河殇》（1988年），期间还有人重提“全盘西化”的观点。面对中国大陆与香港、台湾以及西方国家差距巨大的现实，当时中国大陆许多人认为现代化就是“西方化”，“全盘西化”成为一代青年的主流取向。1988年，刘晓波在接受香港《解放月报》主编金钟采访时，提出了其颇具争议的观点，“香港一百年殖民地变成今天这样，中国那么大，当然需要三百年殖民地，才会变成今年香港这样，三百年够不够，我还有怀疑。” 而在1984年10月，梁漱溟、冯友兰、季羡林、张岱年、汤一介等哲学家于北京共同发起成立了“中国文化书院”，成为1949年中华人民共和国成立后最早的民间学术文化团体之一。中国文化书院的新启蒙主义主张则包括“正确认识中国传统文化中的优秀成果、在吸取西方文化成果的基础上发展中国文化”，书院还举办了“文化系列讲习班”以及有数万学员参加的“中外文化比较研究”函授班。

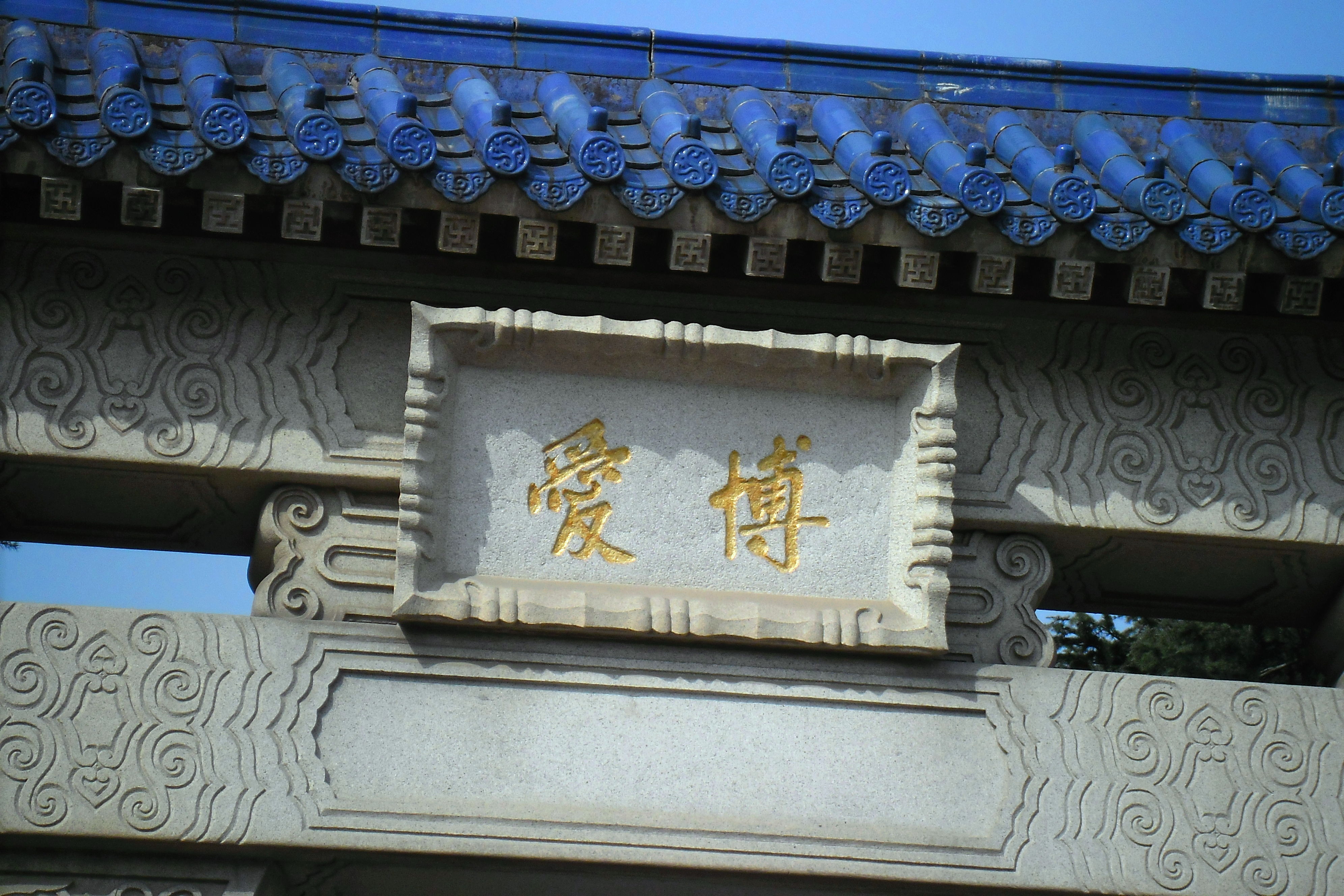
位于南京中山陵的“博爱”牌匾。1924年，孙中山在“三民主义”演讲中曾提到，“法国革命的时候，他们革命的口号是‘自由、平等、博爱’三个名词；好比中国革命，用民族、民权、民生三个主义一样。由此可说自由、平等、博爱是根据于民权，民权又是由于这三个名词然后才发达。” 1980年代的新启蒙运动，重提法国大革命和普世价值。

与此同时，1986年9月，时任中国科技大学第一副校长、物理学家方励之在接受《人民日报》采访时认为，“大学的环境应当充满科学、民主、创造和独立的精神。” 同年12月，方励之在中国科技大学发表了其颇具影响力的演讲《民主不是賜予的》，他对“民主”的理解是：
不承认个人的人权就没有真正的民主。在中国，人们对民主连最基本的知识都不具备。我们得教育人们去了解民主，我们得明白民主不是统治者能赐予我们的。由上而下的民主，只能说明控制松懈了，并不称其为民主。民主的获得要通过艰苦而不可避免的斗争。 
1989年1月6日，方励之给邓小平写公开信，呼吁大赦魏京生等政治犯，提到“今年是中华人民共和国成立的第四十年，也是‘五四’运动的第七十年... 今年又是法国大革命的二百周年，由它所标志的自由、平等、博爱、人权已得到了越来越广泛的尊重。我再次诚恳地希望您考虑我的建议，以给未来增添新的尊重。” 此后，“两弹一星”元勋王淦昌、叶笃正、茅于轼以及北岛、冰心、史铁生等一批科教文化界人士，联名发表公开信，提倡五四精神，呼吁尊重人权和自由，并呼吁推进政治民主化以及施行大赦。方励之也被誉为是当时中国大陆提倡普世价值的先驱，对此余英时认为，“他的科学帮助他推动民主，他的民主观念也使他对科学越来越推动、越开放。这是两个方面，一个是科学、一个是民主。所以他可以说是真正继承了五四以来的运动..... 他到处演讲，不但推动科学，而且推动民主、推动自由、推动普世价值。所以普世价值在中国五四以后的再生，我认为是方励之的主要贡献之一。”

### 民间文化

#### 文学影视
有学者认为，整个80年代都属于新启蒙时代，期间中国大陆文化思潮的演变环节依次是“反文革”、“反封建”、“反传统”，再往后才出现“80年代文化热”，这些均属于是在“启蒙”，而贯穿各个环节的中心线索是对文革的反思。文化大革命结束后，知名作家巴金多次呼吁反思文革、“反封建”，提倡五四启蒙精神、忏悔意识，并于1980-1986年间出版文学巨著《随想录》。巴金还曾提出建立“文革博物馆”的构想。

此外，文革结束后，在1970年代末、1980年代初，中国文坛还诞生了以反思文革和思考国家民族命运前途为主要内容的伤痕文学、反思文学。刘心武的短篇小说《班主任》（1977年）、卢新华的短篇小说《伤痕》（1978年）等均是早期较有影响力的代表作品，白桦的电影剧本《苦恋》（1979年）甚至引发了一场“《苦恋》风波”。

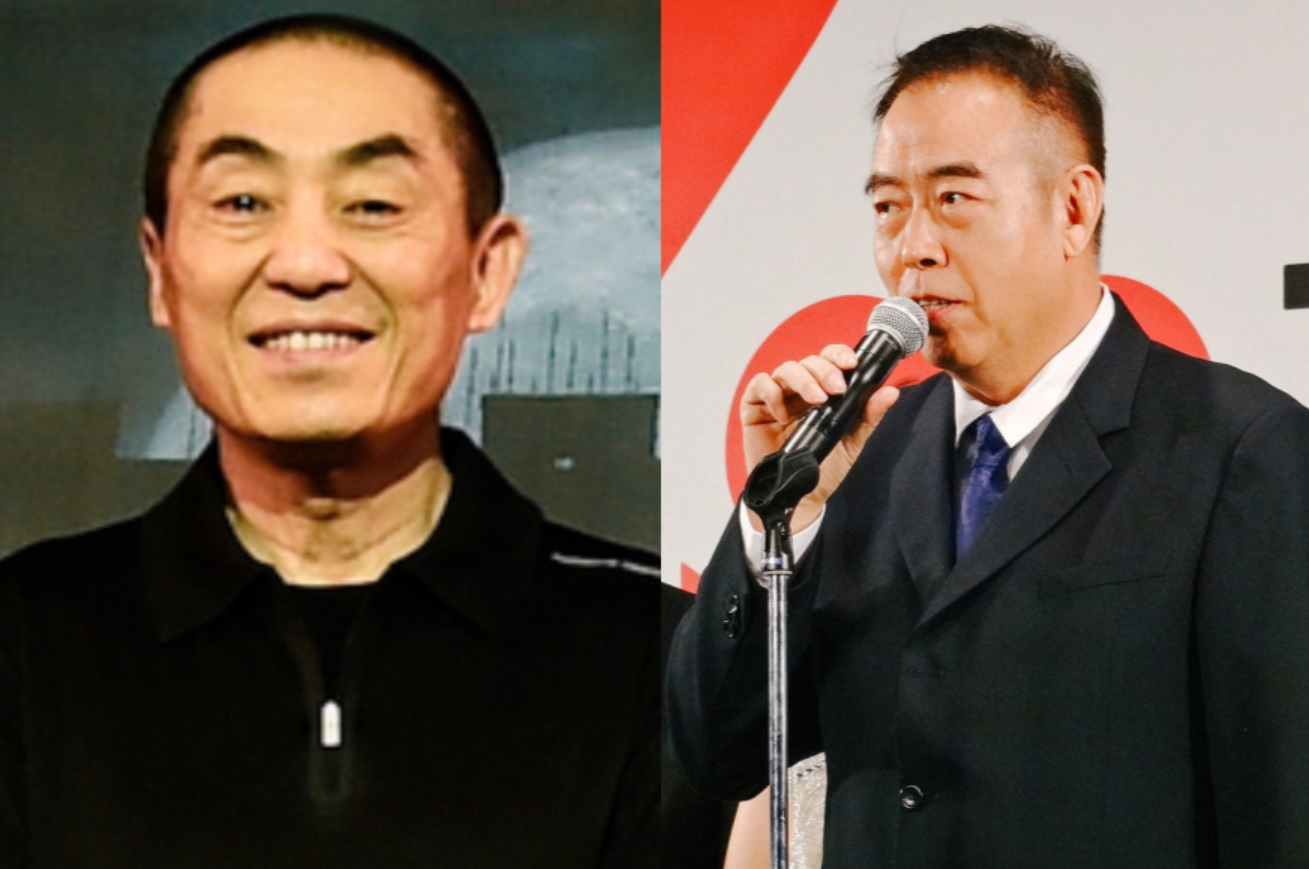
1980年代，中国大陆第五代导演领军人物张艺谋（左）、陈凯歌（右）相继创作了富有反思精神的启蒙主义电影作品。

改革开放后的首部“吻戏”《庐山恋》（1980年），成为了当时一代人对时尚、审美以及情欲的启蒙，有观点认为该剧的导演黄祖模是启发之后中国大陆第五代导演“身体叙事”的一位先行者和领路人。而以陈凯歌、张艺谋等人为代表的中国大陆第五代导演，于80年代创作出了包括《黄土地》（1984年）、《孩子王》（1987年）、《红高粱》（1988年）等一系列具有强烈反思精神的启蒙主义电影作品。第五代导演的电影是1980年代中国思想启蒙运动的一部分，有学者认为“第五代電影的民族─國家神話是五四以來的啟蒙內嵌救亡的延續，啟蒙是基於救亡的啟蒙，啟蒙的初衷就為救亡”。张艺谋还认为，“最可爱的是那个时代老百姓也关心艺术，所以可爱的80年代，那时候是百废待兴，是一个民族的特别的阶段，大家充满了求知欲，充满了对那个外部世界的渴望，对文化、对于自己民族的历史反思，都是全民性的。” 与此同时，海外电影随着改革开放被引入中国大陆，早在1978年，日本电影《追捕》成为文革结束后首部在中国大陆热映的外国电影，引发轰动，其中高仓健所塑造的检察官杜丘的硬汉形象，以及中野良子所饰演的真由美直白热烈的示爱方式，乃至以电子合成器制作的主题音乐《杜丘之歌》，成为改革开放后一代中国人的文化启蒙。

#### 艺术美学
1979年，由中国社会科学院哲学研究所美学研究室编辑的《美学》杂志、文学所文艺理论研究室编辑的《美学论丛》创刊，成为“美学热”的开端。1980年6月，“中华美学学会”成立，朱光潜任会长、李泽厚等人任副会长；此后，知名美学家李泽厚于1980年底发表了其颇具影响力的著作《美的历程》，而“美学热”也启发了人们对生活方式包括革命思维、革命时尚的反省，成为文化热和新启蒙运动的先导。与此同时，以北岛等人为代表的朦胧诗人，于1978年创立诗刊《今天》，李泽厚率先公开支持朦胧诗以及朦胧诗派于1979年在北京协办的《星星画展》；唐晓渡认为，“朦胧诗带有转折点和新的出发地的意义，是整个当代诗歌复兴的一部分。表达真实的个人情感世界，这是朦胧诗对当代诗歌复兴做的最主要的贡献，它具有启蒙性质。”

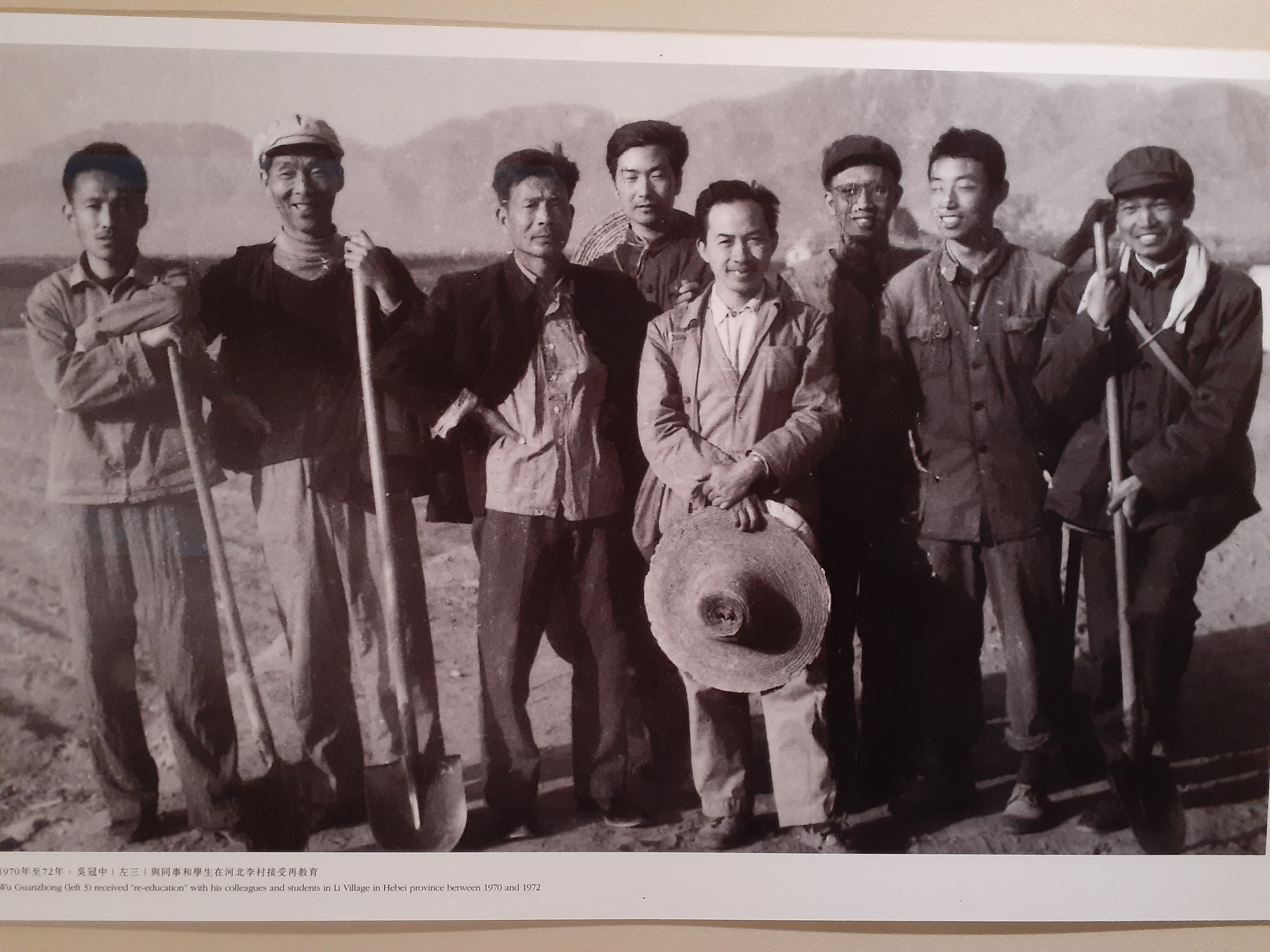
文革期间，吴冠中（左三）与同事及学生在河北接受“再教育”

文革结束后，中国画坛还出现了以高小华等人为代表的“伤痕美术”流派，还包括早期根据“伤痕文学”作品《伤痕》、《枫》等改编的连环画。而以吴冠中等为代表的老一辈美术家，于1970年代末提出“形式启蒙”的概念以解放创作束缚。1978年，吴冠中在给其学生的信中提到：“而为打垮保守势力，创造新风格的美术解放战争的光明前途感到信心百倍，愿战友们勇往直前，永不退缩，解放自己，解放美术领域里的奴才。” 1979年，《美术》杂志第5期刊登了吴冠中的《绘画的形式美》一文，成为美术领域进行形式启蒙的开篇之作。

至1980年代中期，中国美术界经历了一次由黄永砯、王广义等青年艺术家主导的重大转折，西方“现代主义”和现代艺术风格开始流行，史称“85新潮”或“85美术新潮”，标志着中国当代艺术的诞生。新潮美术具有文化启蒙、政治批判以及思想解放的基本特质，成为“新启蒙主义”的有机组成部分。而当时的青年油画家陈丹青，早在1979-1980年间就曾创作出被公认为文革后划时代的现实主义油画作品、“具有思想启蒙的普遍意义”的《西藏组画》，后来他在与查建英的访谈中提到：
返回去想，八十年代那种集体性、那种骚动——如果咱们不追究品质，那十年真的很有激情，很疯狂，很傻，很土——似乎又可爱起来。1995年后，我每年回国，直到2000年整个儿回国，这时，九十年代的城市景观、文化景观，渐渐成型，大家发生新的交往方式——直到那时，我才慢慢意识到八十年代：那种争论、那种追求真理、启蒙，种种傻逼式的热情，好像消失了。

#### 音乐歌曲

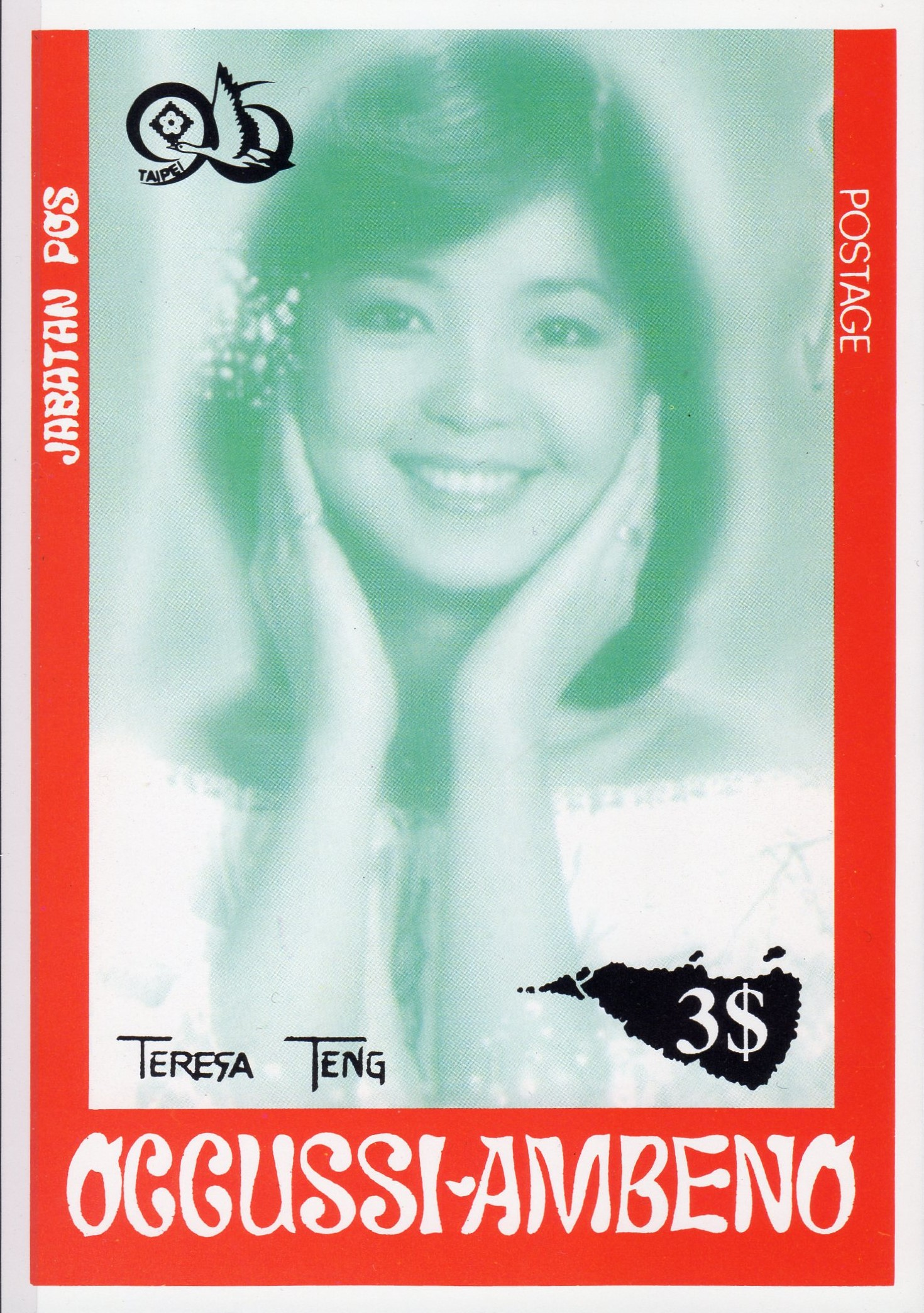
80年代邓丽君演唱的流行歌曲开始传入中国大陆，当时民间流传着“白天听老邓，晚上听小邓”的顺口溜。邓丽君的歌曲被认为具有人性启蒙的效果，与当时的“新启蒙”思潮相呼应。

以邓丽君等为代表歌手的港澳台华语流行音乐在80年代开始进入中国大陆，产生了巨大的社会影响力，有人曾概括“在80年代，邓丽君是爱情的启蒙老师，李泽厚是思想的启蒙老师”。有学者认为，邓丽君的歌曲具有思想解放的效果。陶东风认为，“这些所谓‘靡靡之音’在当时是作为对极端的‘公共文化’（其代表是所谓的‘样板戏’）的反动而出现的，它不但极大地改变了当时中国老百姓十分单调贫乏的文化生活，而且在这个意义上，它与‘新启蒙’和人道主义思潮在精神上无疑是极为一致的，可以说是通过自己的方式呼应和推动了思想界、理论界的‘新启蒙’和人道主义思潮。”

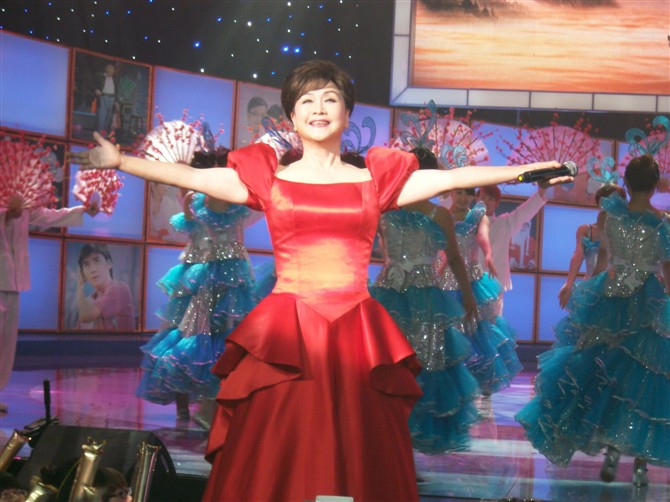
1979年底，歌唱家李谷一演唱的《乡恋》被认为是当时中国大陆的第一首流行歌曲，充满人道主义的启蒙元素，却曾一度被认为是“靡靡之音”而遭禁，直至1983年的春节联欢晚会。

早在1970年代末，中国内地流行歌曲萌芽，李谷一演唱的《乡恋》被认为是当时中国大陆的第一首流行歌曲，1979年底起风靡全国，从唱法到歌词都是在贴近本真的人和人性，但不久就因被批判为“靡靡之音”、“黄色歌曲”而被禁，直到1983年春节联欢晚会被解禁。此后中国流行歌坛进入到一个繁荣的新时期，率先出现了以《信天游》、《黄土高坡》等为代表的“西北风”流行歌曲原创潮。中国音乐家协会流行音乐学会主席付林认为，“如果说《祝酒歌》是中国人在理性的、政治生活层面解放的象征，那么，《乡恋》则是在感性的、娱乐消遣层面解放的象征。前者是结束一个旧时代的领唱，后者则是指向一个新时期的序曲。”
1986年，崔健的《一无所有》成为中国大陆摇滚乐的开山之作，美学家高尔泰曾经评价：“也许崔健和他的摇滚乐是中国目前唯一可以胜任启蒙的艺术形式了。因为理论界的范围大狭窄，起不了大面积的启蒙影响，而音乐是一种特殊的语言，它能起到任何其他方式都达不到的作用。中国需要启蒙。” 但崔健后来认为，“八十年代是有启蒙性，但那只是开窗户，不是思想的启蒙。摇滚乐是最直接的方式.... 如果过于强调八十年代启蒙的价值，丧失了更新的创造性，对年轻人是一个误导，甚至打压。” 还有学者认为，港台流行歌曲、《乡恋》等大陆本土流行乐以及崔健的摇滚乐，浸润着诸多富有人道主义的元素，而对人的关注恰恰顺应着1980年代的启蒙思潮，且“1980年代所谓启蒙，本质上和20世纪初期的启蒙运动意义相当，其中心指向都是人的自我意识的崛起。在这样的思潮下，1980年代流行音乐中凸显人、呈现人、歌颂人的逻辑也就不难理解。”

### 遭遇阻力

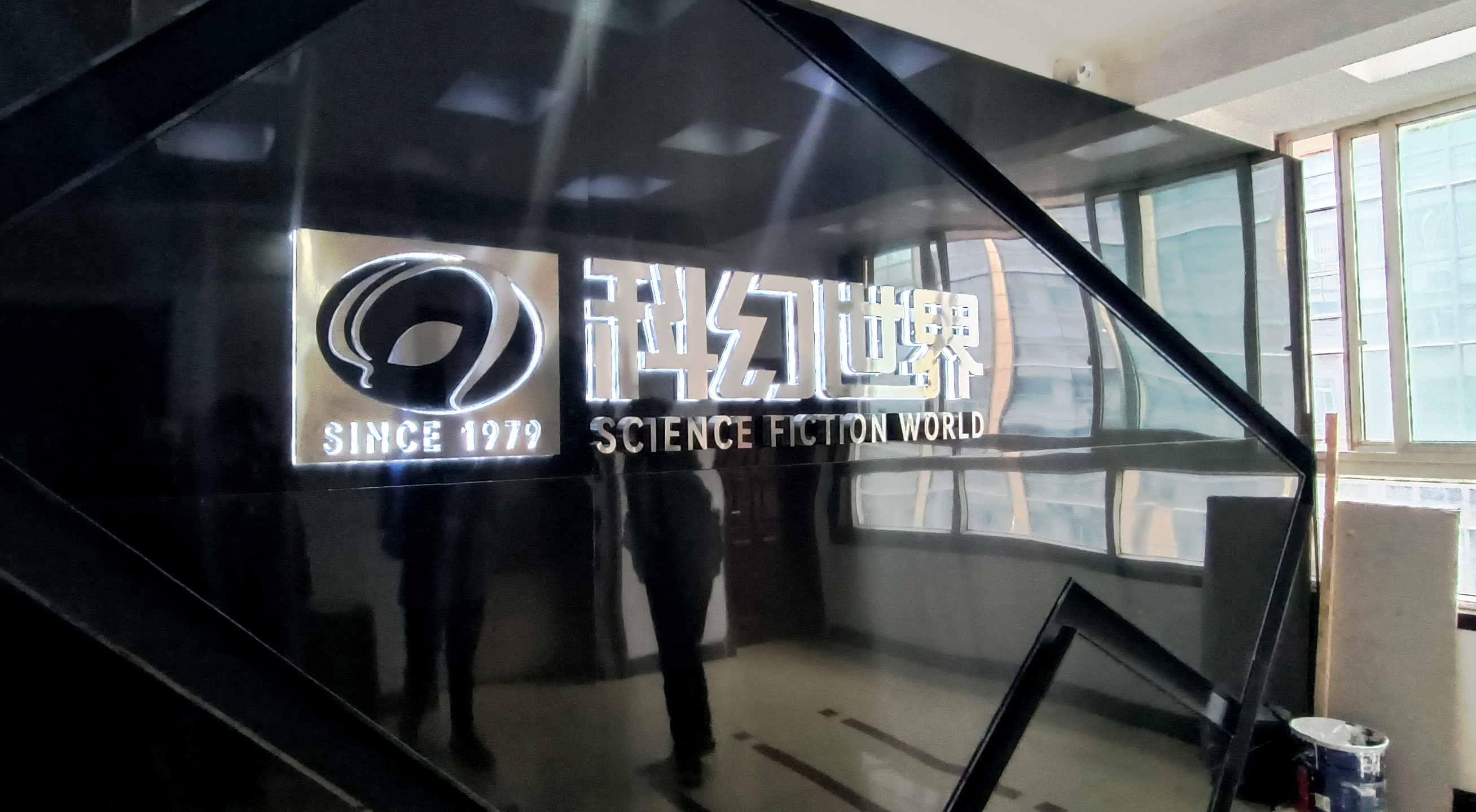
1979年，《科幻世界》杂志在四川成都创刊，成为重要的科普期刊。新启蒙运动早期，“科幻”题材作品层出不穷，但其与“科学”之间的关系受到争议，“清除精神污染”运动期间中国科幻小说的创作遭受重大打击，“科幻”被定性为“精神污染”。其中，中国科幻先驱叶永烈曾于1978年出版《小灵通漫游未来》，成为整整一代人的科学启蒙书，但“清污”运动后叶永烈退出科幻圈，而于1978年出版《飞向人马座》的“中国科幻文学之父”郑文光则因被批判导致中风瘫痪，从此停止创作。

新启蒙运动的发展亦遭遇过各类阻力。早在1980年1月的《目前的形势和任务》讲话中，邓小平即认为需要认真注意一些社会思潮，特别是一些年轻人中的思潮，并点名批评西单民主墙：“有些青年，迷信资本主义社会的所谓民主。一九五七年就有个‘轮流坐庄’的说法，现在那些所谓‘民主派’，‘西单墙’那批人，也在做这个文章。” 1983年，中共左派保守人士发起了“清除精神污染”运动，批判新启蒙思潮中所提倡的人道主义、自由主义，但在时任中共中央总书记胡耀邦等人的干预下，该运动迅速结束。当时凡是穿牛仔裤、跳迪斯科、留长发、唱邓丽君的流行歌曲等都被称作“精神污染”，甚至在运动前夕的1982年，人民音乐出版社还专门出版了一本名为《怎样鉴别黄色歌曲》的小册子。知名作家巴金在该运动爆发后曾惊呼：“文革又来了！”

1986年底“八六学潮”爆发，胡耀邦于次年一月被迫辞职，中共左派保守人士随即发起“反对资产阶级自由化”运动，但该运动此后在代理中共中央总书记、时任国务院总理赵紫阳等人的干预下很快平息。期间，《青年论坛》杂志被迫停刊，方励之、王若望及刘宾雁则因宣传“资产阶级自由化”、“全盘西化”等观点，被邓小平点名开除党籍：
我看了方励之的讲话，根本不像一个共产党员讲的，这样的人留在党内干什么？不是劝退的问题，要开除。...... 上海的王若望猖狂得很，早就说要开除，为什么一直没有办？上海的群众中传说中央有个保护层，对是否坚持四项基本原则，是否要反对自由化，也有两种意见。...... 对于那些明显反对社会主义、反对共产党的，这次就要处理。可能会引起波浪，那也不可怕。对方励之、刘宾雁、王若望处理要坚决，他们狂妄到极点，想改变共产党，他们有什么资格当共产党员？
郭罗基认为，“新启蒙的主要任务是推翻‘反对资产阶级自由化’，将命题转换为‘反对自由资产阶级化’”。
1980年代中期，强调政治稳定的新权威主义在知识界作为对自由主义激进化思潮的反向运动而出现，此思想主张渐进、稳定与秩序，要求渐进地进行现代化。该思潮出现后立刻受到了自由主义知识分子的强烈反弹。
1989年1月，王元化等人前往北京参加“都乐书屋”为《新启蒙》论丛举行的发行会，即“新启蒙沙龙”，期间因方励之、苏绍智等人到场发言而成为沸扬北京城的“都乐书屋事件”。事件过后，据说当时北京宣传部某位官员把“新启蒙”视为一次“运动”，并作了这样的论断：五四启蒙运动产生了共产党，那么“新启蒙运动”就是要建立反对党。

### 中断停止
1989年，《新启蒙》杂志第五、第六甚至第七期已经编好，但由于“六四事件”的爆发，从第五期就被官方勒令停刊了。未发表的十余篇文章包括：于光远的《关于当代社会主义和资本主义的若干基本概念》、苏绍智的《对资本主义的再认识》、于浩成的《权力与法律》、黎澍的《新文化与传统文化》、王元化的《启蒙与人的觉醒》、邵燕祥的《文字狱传统在当代》等。与此同时，上海的《世界经济导报》、北京的《经济学周报》和《新观察》等也均被官方查封。
1989年6月30日，时任北京市长陈希同在《关于制止动乱和平息反革命暴乱的情况报告》中，点名将“新启蒙沙龙活动”批判为“一些观点十分错误乃至反动的政治集会”。不久上海方面也出现类似说法，将1988年末在上海召开的《新启蒙》研讨会说成是“上海动乱的起点”。而陈希同的报告以及此后《人民日报》的相关文章还点名批判了《世界经济导报》，并认为前中共中央总书记赵紫阳支持和庇护了《导报》、纵容“资产阶级自由化”。
六四事件的爆发，也导致了新启蒙运动的中断。但六四事件的学生领袖之一封从德此后认为，“八九学运的主旋律是‘新启蒙’。六四悲剧后的大陆民众，对八九民运期间所提出的‘民主、自由、法治、人权’理念，有了越来越深入的理解与接纳。尤其是法治和人权的观念，是在八九年之后才逐渐普遍地被社会接受的。因此，以‘新启蒙’观之，八九民运有相当的成果。” 2014年，封从德再次表达相似观点，“也可以说，89年学生和知识分子所追求的新启蒙运动，对自由、民主、人权、法治这些普世价值的启蒙，这个启蒙工作在我看来，这25年已经基本完成了。” 2019年“六四事件三十周年”之际，另一位六四学运领袖王丹认为，八九民运是新启蒙运动的最高潮，他认为“知识界与八九民运的关系太密切了，因为八九民运实际上是知识界推动的结果。知识界这么多年来的宣传给了学生民主启蒙，这是知识界对八九民运的一大贡献。” 而也曾参与八九学运的前北京电影学院学生张华杰则认为：“中国知识分子虽然起到了思想启蒙的作用，但他们并没有政治操作的技巧和能力。他们在书斋里面写些文章、发表些议论、轻谈国事还是不错的，但他们缺乏把理论付诸实施的经验。所以，总体上说，中国知识界在六四事件中是失职的。”

## 后续演变
1989年六四事件后，改革开放停滞不前，思想界陷入反思，中国社会出现对“姓资姓社”等问题的争论。1992年邓小平南巡，发表了“发展是硬道理”、“多干实事、少说空话”等言论，对姓资姓社等问题采取“不争论”的态度，而此后“猫论”也广为流传。邓小平的南方谈话，被中共党内和史学界认为是继1978年真理标准大讨论后的第二次思想解放运动。1992年起，中国经济开始腾飞，但贫富差距扩大、城乡发展不平衡、贪污腐败等社会问题随之而来，政治体制改革也并未重启，中国大陆思想界陷入了分歧和争论、新启蒙思潮并未完全延续，而是逐渐形成了“自由派”和“新左派”两大阵营，且此前遭到激烈反对的新权威主义则与自由派发生部分合流。此外，知识分子的生存处境和社会尊严开始受到世俗化市场的挑战，被迅速边缘化的同时，社会结构开始发生重大变化，拥有话语权和思想能力的“商业精英”、“知识精英”、“政治精英”等群体亦快速崛起。
对于新出现的社会问题，自由派人士和新左派人士在1990年代展开了激烈论战。论战的开端是汪晖于90年代中期发表的《当代中国的思想状况与现代性问题》一文。自由派观点认为，应当继续改革开放、发展市场经济，倡导人权和自由，同时推进政治体制改革，完善民主、法治和宪政的建设。体制内高级官员包括前国务院总理朱镕基、温家宝都曾对此表达过一定的支持。与此同时，新左派观点认为资本主义在中国大陆已泛滥成灾，中国的社会弊病在西方资本主义发展阶段中已出现过，新左派批判市场机制、提倡社会正义与平等，并为文革中毛泽东的一些做法辩护。
此后，部分当权派势力渐增、比改革开放早期更为腐败，当局则逐渐开始回避文革话题，并希望人们遗忘文革，同时打压自由民主派等各方对文革的探讨和反思。有学者认为，这些行为导致中国社会内部对文革的话语权越来越被毛派所掌握，且当权派希望把毛左的仇恨引向无权无势的自由派知识分子，这种手法和毛发动文革非常相似。

## 代表人物

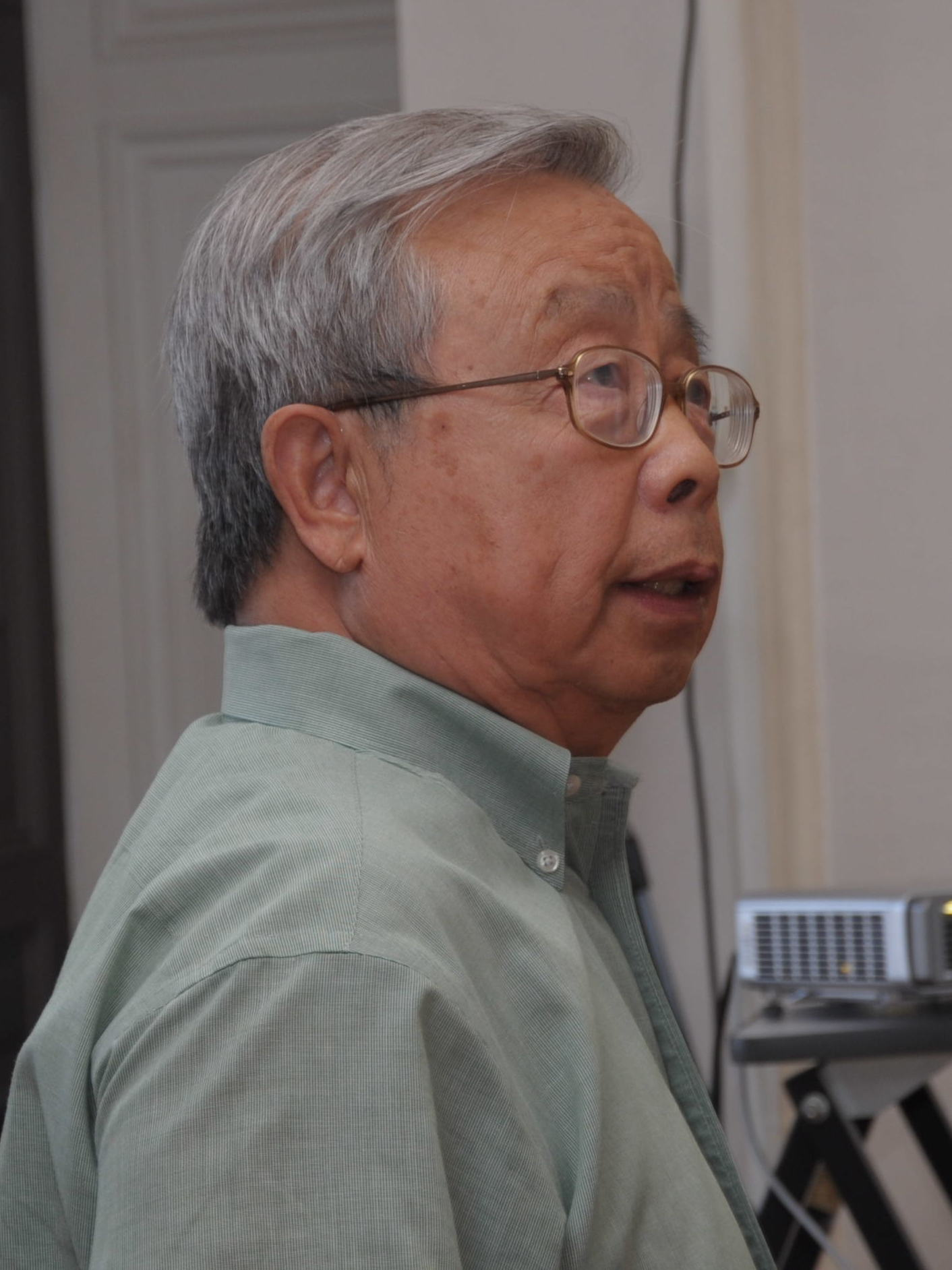
前中国科技大学第一副校长、物理学家方励之，被誉为是新启蒙运动的代表人物之一，在当时青年学生中拥有极高声望，1987年被邓小平点名开除党籍。

1980年代的中国大陆，体制内除改革派领导人物胡耀邦、赵紫阳以外，还涌现了一批包括周扬、胡绩伟、李慎之、王若水、李洪林、袁庚等等在内的思想较为开明的中共高级官员。此外，新启蒙思潮的主要代表人物包括：
- 王元化[18][20]
- 方励之[21][214]
- 李泽厚[22][227]
- 金观涛[97][228]
- 温元凯[229][230]

1980年代的中国大陆还有“青年四大导师”或“四大启蒙导师”或“四大金刚”的称法，但版本不一。其中一个版本包括：方励之、李泽厚、金观涛、温元凯；还有一个版本包括：严家其、李泽厚、金观涛、包遵信。与此同时，巴金、江平、刘宾雁、王若望、庞朴、刘晓波等，也均是当时影响力较大的学者或知识分子。法学家江平认为：
准确地说，我是个法学教育者，我更多的还是讲课，演讲，普及法律知识。我也不是你说的启蒙思想者，不要这么说，但我想起这个作用，尽可能作法学的宣传，中国跟西方国家不同，在西方，法制知识已经普及人心，大家都有法律理念这么一个准绳，我国不同，从国家领导人、企业家到普通民众，对法律的基本理念、基本准则还不熟悉，缺乏基本的了解。在人们心中确立法制的理念很重要。

## 相关阅读
- 贺桂梅：《“新启蒙”知识档案: 80年代中国文化研究》。北京大学出版社, 2021年。
- 沈洪专访李洪林：《百年道路话沧桑》（页面存档备份，存于）。《当代中国研究》，2014年第2期。
- 郭罗基：《新啟蒙——歷史的見證與省思》。香港：晨鐘書局，2010年。
- 李泽厚：《启蒙的走向（1989）》（页面存档备份，存于）。《华文文学》，2010年5月总第100期。
- 董健、王彬彬、张光芒：《启蒙在中国的百年遭遇》（页面存档备份，存于）。《炎黄春秋》，2008年第9期。
- 董健：《论中国当代戏剧启蒙理性的消解与重建——1949至2000年大陆戏剧文化特征之检讨 （页面存档备份，存于）》。 2006年，“20世纪中国文学的回顾与21世纪的展望”国际学术研讨会。
- 张光芒：《启蒙论》。上海三联書店, 2002年。
- 李泽厚：《启蒙与救亡的双重变奏》（页面存档备份，存于）。1986年，《走向未来》丛书。